# Emma Fuhrmann
Emma Cate Fuhrmann (Dallas, 2001. szeptember 15. –) amerikai színésznő.
Legismertebb szerepe Finnegan O'Neil a 2012-es Monte Wildhorn csodálatos nyara című filmben. A Bosszúállók: Végjáték filmben is szerepelt.

## Magánélete
Dallasban született. Az Alzheimer-kór egyesületének lelkes támogatója. A The Boot Campaign révén amerikai katonai családokat is támogat. Célja, hogy mindig támogassa azokat a közösségeket, ahol filmjeit forgatja, legyen szó a New Pantry Greenwood Lake-i Élelmiszerkamráról, ahol a Monte Wildhorn csodálatos nyara készült. Emma rákos betegekkel is dolgozik a Cook Gyermekkórházban.
2013-ban különféle interjúk során az akkor 11 éves Fuhrmann arról beszélt, hogy nagyon sportos, nyáron úszik, télen pedig síel.  Abban az időben azt is elmondta, hogy szereti a divatot és a saját ruhát tervezni, és remélte, hogy ha felnő, saját márkája lesz.

## Pályafutása
2012-ben a Monte Wildhorn csodálatos nyara, 2014-ben Kavarás című filmben szerepelt. 2019-ben feltűnt a Bosszúállók: Végjáték című filmben.

## Filmográfia

### Film
| Év   | Magyar cím                      | Eredeti cím             | Szerep          | Magyar hang  |
| ---- | ------------------------------- | ----------------------- | --------------- | ------------ |
| 2009 |                                 | The Fandango Sisters    | Lil' Tiffany    |              |
| 2012 | Monte Wildhorn csodálatos nyara | The Magic of Belle Isle | Finnegan O'Neil | Károlyi Lili |
| 2014 | Kavarás                         | Blended                 | Espn Friedman   | Koller Virág |
| 2015 |                                 | Lost in the Sun         | Rose            |              |
| 2019 | Bosszúállók: Végjáték           | Avengers: Endgame       | Cassie Lang     | Gulás Fanni  |
| 2020 |                                 | Murder In The Vineyard  | Beatrice Kirk   |              |

### Televízió
| Év   | Magyar cím          | Eredeti cím   | Szerep           | Megjegyzések |
| ---- | ------------------- | ------------- | ---------------- | ------------ |
| 2010 | Életre-halálra      | Chase         | Sissy Peele      | 1 epizód     |
| 2010 |                     | The Good Guys | beosztott tiszt  | 1 epizód     |
| 2011 | New York-i nyomozók | Prime Suspect | Amanda Patterson | 1 epizód     |
| 2018 | Lángoló Chicago     | Chicago Fire  | Erica Ballard    | 1 epizód     |
| 2017 |                     | Girl Followed | Regan Lindstrom  | tévéfilm     |
| 2020 | 19-es körzet        | Station 19    | Rachel Morewall  | 1 epizód     |